# Kỷ lục bay cao
Đây là những kỷ lục được thiết lập ở độ cao cao nhất trong khí quyển từ thời kỳ khí cầu đến hiện tại. Một số kỷ lục được công nhận bởi Fédération Aéronautique Internationale (Liên đoàn hàng không quốc tế).

## Máy bay
| Năm                          | Ngày/Tháng           | Độ cao     | Phi công              | Máy bay        | Loại máy bay   | Chú thích |
| ---------------------------- | -------------------- | ---------- | --------------------- | -------------- | -------------- | --- |
| 1903                         | 17 tháng 12 năm 1903 | 1 mét      | Wilbur Wright         | Wright Flyer   | cánh quạt      | |
| 1906                         | 23 tháng 10 năm 1906 | 10 feet    | Alberto Santos-Dumont | 14-bis         | cánh quạt      | |
| 1906                         | 12 tháng 11 năm 1906 | 4 mét      | Alberto Santos-Dumont | 14-bis         | cánh quạt      | |
| 1908                         | 18 tháng 12 năm 1908 | 360 feet   | Wilbur Wright         | Biplane        | cánh quạt      | tại Auovors |
| 1909                         | 1909 tháng 7         | 150 mét    | Louis Paulhan         | Farman         | cánh quạt      | Triển lãm hàng không Douai |
| 1909                         |                      | 920 mét    | Louis Paulhan         | Farman         | cánh quạt      | Lyon |
| 1910                         | 9 tháng 1, 1910      | 4.164 feet | Louis Paulhan         | Farman         | cánh quạt      | cuộc đua Los Angeles Lưu trữ ngày 8 tháng 2 năm 2007 tại Wayback Machine |
| 1910                         | 17 tháng 6 năm 1910  | 4.603 feet | Walter Brookins       | Wright biplane | cánh quạt      | Washington Post; 18 tháng 6 năm 1910; Indianapolis, Indiana, 17 tháng 6 năm 1910. Walter Brookins, trên một chiếc máy bay hai tầng cánh Wright, đã phá vỡ kỷ lục độ cao thế giới được lập ra ngày hôm đó, khi ông ta đạt đến độ cao 4.603 feet, theo như công cụ đo độ cao. Động cơ của ông ta đã ngừng hoạt động khi đang đi xuống, và ông ta hạ cánh sau khi lướt đi thêm 2 dặm, và hạ cánh dễ dàng xuống một cánh đồng lúa mì. |
| 1910                         | 30 tháng 10 năm 1910 | 8.471 feet | Ralph Johnstone       | Wright biplane | cánh quạt      | Cuộc thi Hàng không Quốc tế tại Belmont Park ở Elmont, New York |
| 52 years of records go here. |                      |            |                       |                |                | |
| 1962                         | 17 tháng 7 năm 1962  | 95.94 km   | Robert Michael White  | X-15           | máy bay rocket | |
| 1963                         | 19 tháng 7 năm 1963  | 106.01 km  | Joseph Albert Walker  | X-15           | máy bay rocket | |
| 1963                         | 22 tháng 8 năm 1963  | 107.96 km  | Joseph Albert Walker  | X-15           | máy bay rocket | |
| 2004                         | 4 tháng 10 năm 2004  | 111.99 km  | Brian Binnie          | SpaceShipOne   | máy bay rocket | |

## Mọi khí cầu
- 1783 — Tháng 8 – 24 m Jean Francois Pilatre trên một chiếc khí cầu khí nóng.
- 1783 — 1 tháng 12 năm 1783 — 610 m Professor Charles và người phụ tá Robert trên chiếc khí cầu khí hydro Charliere.
- 1783 — tháng 12 năm 1783 — 2.7 km Professor Charles trên chiếc khí cầu khí hydro Charliere.
- 1784 — 4 km Pilâtre de Rozier và nhà hóa học Proust trên một chiếc Montgolfier.
- 1803 — 18 tháng 7, 1803 — 7.28 km Etienne Gaspar Robertson và Lhoest trên một khí cầu.
- 1839 — 7.9 km Charles Green và Spencer Rush trên một chiếc khí cầu tự do.
- 1862 — 5 tháng 9 năm 1862 — 11.887 km — Coxwell và nhà vật lý người Anh Glaisher trên một chiếc khí cầu.
- 1927 —  Tháng 11 1927 — 13.222 km — ĐẠi úy Hawthorne C. Gray thuộc Quân đoàn Không quân quân đội Hoa Kỳ, trên một chiếc khí cầu.
- 1931 — 27 tháng 5 năm 1931 — 15.787 km — Auguste Piccard & Paul Kipfer trên một chiếc khí cầu khí hydro.
- 1932 — 16.2 km — Auguste Piccard và Max Cosyns trên một chiếc khí cầu khí hydro.
- 1933 30 tháng 9 — 18.501 km khí cầu thuộc Liên Xô.
- 1933 —20 tháng 11 — 18.592 km Trung úy hải quân T. G. W. Settle (Hải quân Hoa Kỳ) và Thiếu tá Chester L. Fordney (USMC) trên chiếc khí cầu Century of Progress.
- 1934 — 30 tháng 1 — 21.946 km khí cầu thuộc Liên Xô.
- 1935 — 10 tháng 11 — 22.066 km Anderson và Stevens trên khí cầu Explorer II.
- 1960 — 16 tháng 8 — Joseph Kittinger nahyr dù từ khí cầu Excelsior III phía trên New Mexico ở độ cao 102.800 feet (31.333 m). Joseph Kittinger đã thiết lập những kỷ lục thế giới cho (đến năm 2005 mới bị phá vỡ): nhảy từ độ cao cao nhất; rơi tự do 16 dặm (25.7 km) trước khi bung dù; và tốc độ nhanh nhất do con người tạo ra mà không cần cơ giới hóa, 982 km/h (614 mi/h).
- 1961 — 4 tháng 5 — 34.668 km; Victor Prather và Malcolm Ross (người lái khí cầu) thuộc Hải quân Hoa Kỳ ở Strato-Lab V.

## Khí cầu khí nóng
| Năm  | Ngày/Tháng           | Độ cao   | Phi công              | Máy bay          | Khí cầu                                                                           | Chú thích |
| ---- | -------------------- | -------- | --------------------- | ---------------- | --------------------------------------------------------------------------------- | --------- |
| 2004 | 13 tháng 12 năm 2004 | 6.614 km | David Hempleman-Adams | Boland Rover A-2 | kỷ lục Fédération Aéronautique Internationale cho khí cầu khí nóng kể từ năm 2007 |           |
| 1783 | 15 tháng 10 năm 1783 | 0.026 km | Pilâtre de Rozier     | Montgolfier      | khí cầu cột bằng dây                                                              |           |

## Tàu lượn
Độ cao cao nhất mà một máy bay không động cơ đạt được là 50.699 feet (15.453 m) vào ngày 30 tháng 8 2006, do Steve Fossett (phi công chính) and Einar Enevoldson (phi công phụ) thực hiện trên chiếc tàu lượn nghiên cứu hiệu suất cao của họ, phá vỡ kỷ lục trước đó là 1.662 ft (507m). Kỷ lục này là một phần của Dự án Perlan. Kỷ lục trước đó là 14.938 mét (49.009 feet) vào ngày 17 tháng 2 1986 do Robert Harris thực hiện ở Thành phố California, Mỹ.